# Grevillea extorris
Grevillea extorris är en tvåhjärtbladig växtart som beskrevs av Spencer Le Marchant Moore. Grevillea extorris ingår i släktet Grevillea och familjen Proteaceae. Inga underarter finns listade i Catalogue of Life.